# Arteria auricularis posterior

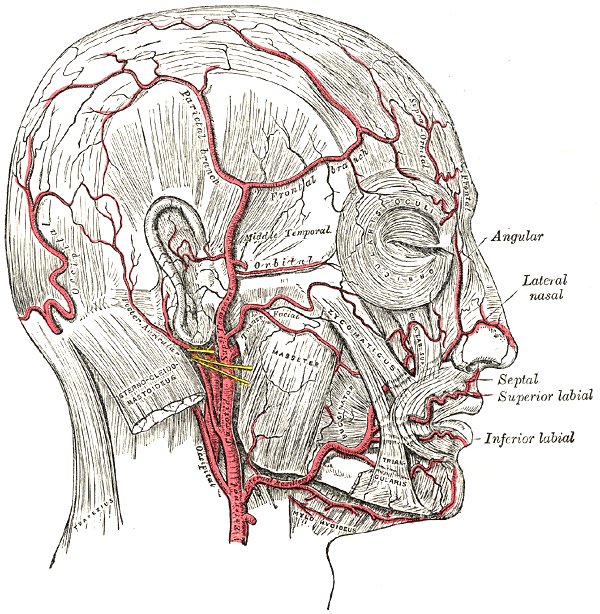
Oberflächliche Arterien des Kopfes, die A. auricularis posterior ist hinter der hochgeklappten Ohrmuschel zu erkennen.

Die Arteria auricularis posterior („hintere Ohrschlagader“) – in der Tieranatomie Arteria auricularis caudalis genannt – ist eine Arterie, die aus der äußeren Halsschlagader, der Arteria carotis externa, entspringt und Teile der Ohrmuschel, des Mittel- und Innenohres sowie einen kleinen Bereich der oberflächlichen Kopfweichteile hinter dem Ohr versorgt. Sie unterkreuzt den Nervus facialis und verläuft zwischen Processus mastoideus und äußerem Ohr, streckenweise gemeinsam mit dem gleichnamigen Nerven, der ein Ast des Nervus facialis ist. Einer ihrer Endäste, die Arteria tympanica posterior, versorgt zusammen mit der Arteria tympanica inferior aus der Arteria pharyngea ascendens die Paukenhöhle. 